# Душан Иванић
Душан Иванић (Губавчево Поље, 23. јануар 1946) српски је књижевни теоретичар и универзитетски професор у пензији.

## Биографија
Дошао је 1963. у Земун из Крижеваца, гдје је завршио први и други разред гимназије.
Дипломирао је на Катедри за српскохрватски језик и југословенску књижевност (1973), магистрирао (1975) и докторирао (1983) на Филолошком факултету у Београду.
Био запослен на Институту за књижевност и уметност у Београду од 1970. од 1979, прво као истраживач-приправник а потом као истраживач. На Филолошком факултету је био асистент за Српску књижевност 18. и 19. века (1979–1986), потом доцент (1987–1991), ванредни (1992–1996) и редовни професор (1997–2014) на предмету Српска књижевност 18. и 19. века II, до одласка у пензију. Јуна 2015. изабран за професора емеритуса Универзитета у Београду.
Од школске 1992/93. све до јула 1995. године држао предавања студентима у Петрињи на тамошњем Филозофском факултету.
Од 1989. године је одговорни уредник Књижевне историје, часописа за науку о књижевности. Оснивач је и руководилац пројекта „Поетика приповиједања у српској књижевности” (1992–1999), а 2001. је покренуо пројекат „Техника и семантика приповиједања у српској књижевности”.
Члан је УО Задужбине „Доситеј Обрадовић” од 2008. Био је председник Друштва за српски језик и књижевност Србије.

## Награде
- Награда „Исидора Секулић”, за књигу Модели књижевнога говора: из историје и поетике српске књижевности, 1989.
- Нолитова награда, за књигу Мемоарска проза XVIII и XIX века, 1989.
- БИГЗ-ова награда, 1998.
- Награда „Вук Филиповић”, за књигу Књижевност Српске Крајине, 1999.
- Награда „Сава Мркаљ”, 2010.[6]
- Награда „Златна српска књижевност”, 2010.
- Награда „Младен Лесковац”, 2010.
- Изузетна Вукова награда, за 2021.[7]

### Монографије
- Српска приповијетка између романтике и реализма
- Забавно-поучна периодика српског реализма: Јавор и Стражилово
- Модели књижевнога говора: из историје и поетике српске књижевности
- Облик и вријеме (студије из историје и поетике српске књижевности)
- Српски реализам
- Књижевност Српске Крајине
- Основи текстологије (Увод у текстологију нове српске књижевности)

### Приређена издања
- Сабрана дела Ђуре Јакшића
- Спевови Ђ. Марковића Кодера
- избор фолклорне опсцене прозе из збирке Ф. С. Крауса (Мрсне приче)
- избор српске аутобиографске и мемоарске прозе (Мемоарска проза XVIII и XIX века)
- Сербијанка Симе Милутиновића Сарајлије
- Сеобе и Друга књига Сеобе Милоша Црњанског
- Сабране песме Бранка Радичевића
- Критике, полемике, писма Јована С. Поповића
- Свијет и прича: О приповиједању и приповједачима у српској књижевности